# Sludka (Komi)
|  | Per a altres significats, vegeu «Sludka». |

Sludka (en rus: Слудка) és un poble de la República de Komi, a Rússia, segons el cens del 2010 tenia 192 habitants.